# 船饅頭
船饅頭（ふなまんじゅう）は、江戸時代に江戸の海辺で小舟で売春した私娼である。

## 概要
『洞房語園』には、
「いにし万治の頃か、一人のまんぢう、どらを打て、深川辺に落魄して船売女になじみ、己が名題をゆるしたり」
とある。
寛保ころの流行歌にもあり（『後は昔物語』）、宝暦の『風流志道軒伝』には、
「舟饅頭に餡もなく、夜鷹に羽根はなけれども」
とある。
明和、安永、天明ころの文献におおく散見し、そのころさかんであったかという。
『色里名所鑑』（安永年間）では、
「ここに船饅頭といふ浮草あり、少しの古木場の上に横根さし、（省略）花の数は三十二に極まる、入相の頃より中洲箱崎の辺に多く漂ふ、また所々泊り船のほとりをちらちら流れありく」
といい（「かくれざと」）、天明の狂詩「永久夜泊」の註記に
「船饅頭は食類にあらず、船中の遊女をいふ。古ぼちやぼちやのおちよといへる高名の遊女ありしとかや」
とある（四方山人選『通詩選諺解』）。
そのなかで「お千代舟」の名がおこったが、これはお千代なるものが有名であったのか、その名が多かったのか不明であるが、風来山人の『阿千代伝』（おちよのでん。「おちよてん」『太平楽巻物』とも。安永年間）がでるほどであった。
これは、江戸芸者新飛が、相士の小まきと舟でもどるとちゅう、はなしのたねにと、名代のお千代という舟饅頭を舟によびこみ、その器量で舟饅頭とはもったいない、芸者になるなら妾の妹ぶんにして引き回して上やんしょうなどとからかい、お千代は遊女の始まりは船饅頭であることを説き、吉原の遊女、芸者の内幕をあばきたてるというものであるが、そこでは、
「浅妻船のあさましやといへば、さも麗しく聞こゆれど、取も直さず今の世に船饅頭とてもてはやす、此道のすつぱの皮、ぽちやぽちやの阿千代てふもの」
とある。
川柳には、「お千代舟 沖までこぐは 馴染なり」とよまれた。

すたれたのちにも、2世瀬川如皐の『只今御笑草』によれば、
「三十余の男、そまつな紙にて張立たる笘船、今見る腰付き馬の如くにして半身を出し、お福女の人形、手拭を著せたるを立たせ、おのれはともの方に破手拭をかぶり、舟饅頭の如く艪を押すまねして、エ、お千代、よつていきねへなア。コウぽちやぽちやのおちよだによ」
とよんであるく物もらいがあったという。

## 雑学
- 足腰の立たなくなった夜鷹などがなる。
- 船が流れを一周する時間ですませるのが決まり。